# Nicola Zalewski
Nicola Zalewski  (Tívoli, Italia, 23 de enero de 2002) es un futbolista polaco. Juega de centrocampista y su equipo es el Atalanta B. C. de la Serie A de Italia.

## Trayectoria
Inició su carrera en la A. S. Roma, con la que jugó 123 partidos y anotó dos goles. Uno de esos encuentros fue la final de la Liga Europa Conferencia de la UEFA 2021-22 que ganaron al Feyenoord.
El 2 de febrero de 2025 se unió al Inter de Milán en calidad de cedido hasta el final de la temporada con una opción de compra. Disputó diecisiete partidos antes de hacerse efectiva dicha opción el 23 de junio. Dos meses después, el 18 de agosto, fue traspasado al Atalanta B. C.

## Selección nacional
El 5 de septiembre de 2021 debutó con la selección de Polonia en un encuentro de clasificación para el Mundial 2022 ante San Marino en el que los polacos se impusieron por 1-7.

### Participaciones en Copas del Mundo
| Mundial                        | Sede  | Resultado        | Partidos | Goles |
| ------------------------------ | ----- | ---------------- | -------- | ----- |
| Copa Mundial de Fútbol de 2022 | Catar | Octavos de final | 2        | 0     |

### Participaciones en Eurocopas
| Copa          | Sede     | Resultado    | Partidos | Goles |
| ------------- | -------- | ------------ | -------- | ----- |
| Eurocopa 2024 | Alemania | Primera fase | 3        | 0     |

## Estadísticas

### Clubes
Actualizado al último partido disputado el 21 de junio de 2025.
| A. S. Roma · Italia | 1.ª           | 2020-21       | 1  | 0 | 0 | 0 | 1  | 0 | 2   | 0 |
| A. S. Roma · Italia | 1.ª           | 2021-22       | 16 | 0 | 1 | 0 | 7  | 0 | 24  | 0 |
| A. S. Roma · Italia | 1.ª           | 2022-23       | 33 | 2 | 2 | 0 | 12 | 0 | 47  | 2 |
| A. S. Roma · Italia | 1.ª           | 2023-24       | 22 | 0 | 2 | 0 | 9  | 0 | 33  | 0 |
| A. S. Roma · Italia | 1.ª           | 2024-25       | 12 | 0 | 1 | 0 | 4  | 0 | 17  | 0 |
| A. S. Roma · Italia | Total club    | Total club    | 84 | 2 | 6 | 0 | 33 | 0 | 123 | 2 |
| Inter de Milán · Italia                                                                                                 | 1.ª           | 2024-25       | 11 | 1 | 2 | 0 | 4  | 0 | 17  | 1 |
| Inter de Milán · Italia                                                                                                 | Total club    | Total club    | 11 | 1 | 2 | 0 | 4  | 0 | 17  | 1 |
| Atalanta B. C. · Italia                                                                                                 | 1.ª           | 2025-26       | 0  | 0 | 0 | 0 | 0  | 0 | 0   | 0 |
| Atalanta B. C. · Italia                                                                                                 | Total club    | Total club    | 0  | 0 | 0 | 0 | 0  | 0 | 0   | 0 |
| Total carrera | Total carrera | Total carrera | 95 | 3 | 8 | 0 | 37 | 0 | 140 | 3 |
| (1) Incluye datos de la Liga Europa de la UEFA, Liga Europa Conferencia de la UEFA y Copa Mundial de Clubes de la FIFA. |               |               |    |   |   |   |    |   |     |   |

## Palmarés

### Títulos internacionales
| Título                             | Club       | Sede   | Año  |
| ---------------------------------- | ---------- | ------ | ---- |
| Liga Europa Conferencia de la UEFA | A. S. Roma | Tirana | 2022 |